# Domena ferroelektryczna

Różnorodne ściany domenowe, dzielące domeny ferroelektryczne (niebieska) i magnetyczne (czerwona) w multiferroiku

Domena ferroelektryczna, domena elektryczna – obszar dielektryka, charakteryzujący się spontanicznym uporządkowaniem elektrycznych momentów dipolowych.
Takie uporządkowanie, występujące w nieobecności zewnętrznego pola elektrycznego, nadaje domenom niezerową polaryzację. Domeny występują w ferroelektrykach jako stan o najniższej energii, w pewnym zakresie temperatur. Przy ochładzaniu próbki poniżej pewnej temperatury (zwanej temperaturą Curie przez analogię do ferromagnetyzmu) zachodzi przemiana fazowa: próbka samorzutnie dzieli się na domeny ferroelektryczne; podobnie przy wzroście temperatury powyżej punktu Curie kryształ traci własności ferroelektryczne.